# Hanna Lachman

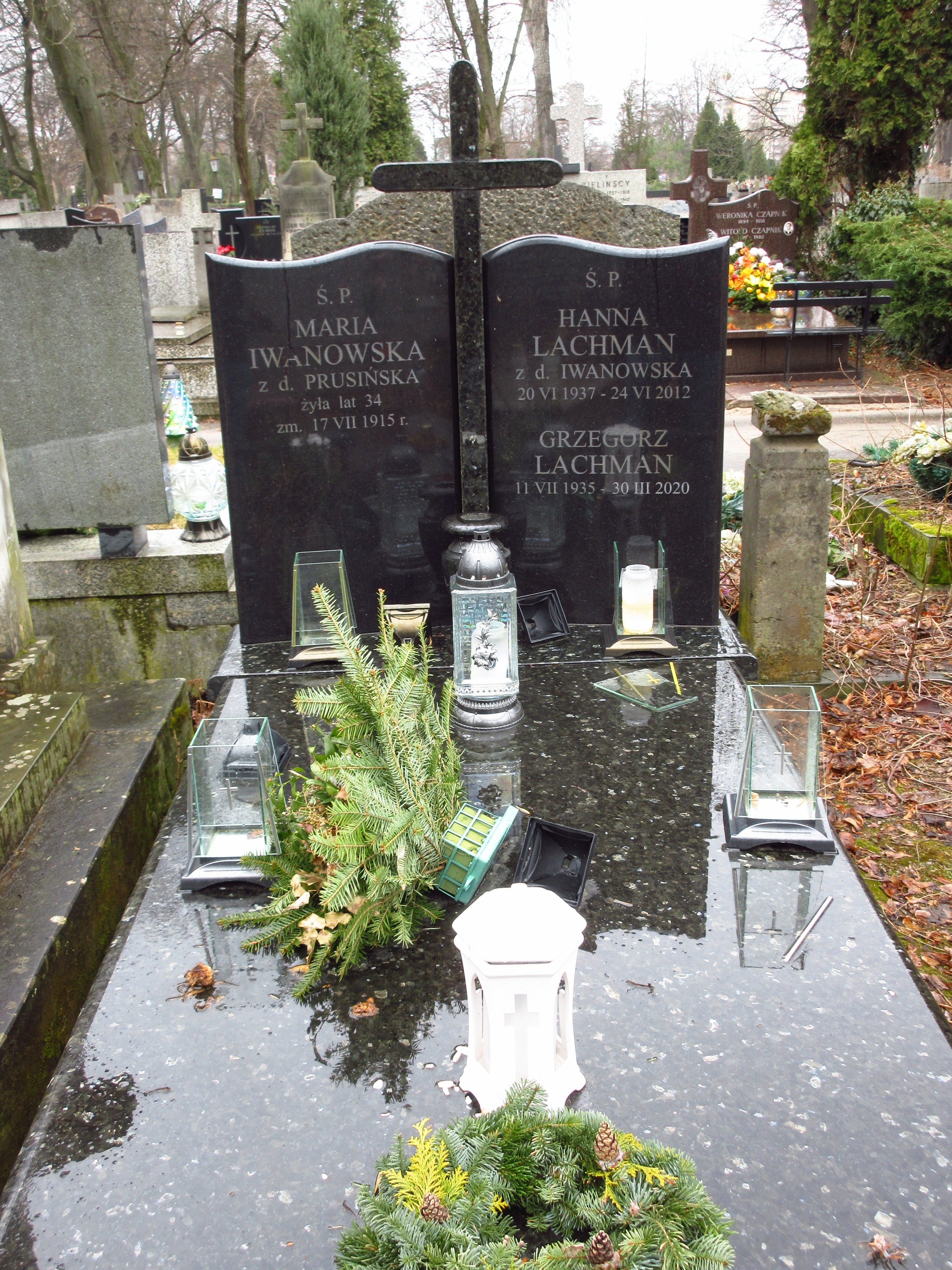
Grób Hanny Lachman na cmentarzu Bródnowskim

Hanna Lachman z domu Iwanowska (ur. 20 czerwca 1937 we Włocławku, zm. 24 czerwca 2012 w Warszawie) – polska aktorka.
W latach 1961–84 była aktorką Teatru Komedia w Warszawie. Najbardziej znana z roli w serialu Dom Jana Łomnickiego, gdzie wcieliła się w postać Wandy Jasińskiej.
Pochowana na cmentarzu Bródnowskim (kw. 58A - 5 - 7).

## Filmografia
- Poślizg (1972) jako pielęgniarka Zofia, koleżanka Haliny
- Akcja pod Arsenałem (1977) jako więźniarka uwolniona w czasie akcji, a chcąca wrócić na Pawiak
- Dom (1979-87, 1995-2000; serial telewizyjny) jako Wanda Jasińska
- Punkty za pochodzenie (1982) jako sekretarka w szkole teatralnej
- Na wolność (1985) jako kierowniczka zakładu krawieckiego
- Rajska jabłoń (1985)
- Zmiennicy (1986; serial telewizyjny) jako Lesiakowa
- Rzeka kłamstwa (1987; serial telewizyjny) jako Cezaryna, matka Kaja
- Wielka wsypa (1992) jako kobieta kontrolowana w pociągu
- Plebania (2000-; serial telewizyjny) jako Hava, Żydówka, przybrana siostra Soboniowej (gościnnie)
- Pensjonat pod Różą (2004-06; serial telewizyjny) jako Dyduchowa, sąsiadka Krystiana
- Dwie strony medalu (2006-07; serial telewizyjny) jako Stasia, babcia Izy